# مينا إلفين
مينا إلفين (بالإنجليزية: Menna Elfyn)‏ هي كاتبة مسرحية وكاتِبة وشاعرة بريطانية، ولدت في 1951.

## روابط خارجية
- مينا إلفين على موقع ديسكوغز (الإنجليزية)